# Erika Rosenberg-Band
Erika Rosenberg-Band (Buenos Aires, Argentina, 24 de junho de 1951) é uma escritora argentina de origem alemã, tradutora, interprete, jornalista e biógrafa de Oskar e Emilie Schindler. 

## Vida
Erika Rosenberg-Band nasceu como filha de judeus alemães em Buenos Aires, Argentina. Seus pais, um jurista e uma médica, fugiram em 1936, ainda antes do holocausto, através do Paraguai para a Argentina. 
Em 1990 ela conheceu Emilie Schindler. Suas intensivas conversações não só resultaram em uma amizade, mas também em mais de 70 horas de gravação, as quais Rosenberg-Band lançou a biografia “In Schindlers Schatten” (“Na sombra de Schindler”) em 1997. Depois da morte de Emilie Schindler, em 5 de outubro 2001, Erika Rosenberg-Band se tornou uma de suas herdeiras. 
Em 2015, Erika Rosenberg foi agraciada com a Ordem do Mérito da República Federal da Alemanha na Embaixada Alemã em Buenos Aires. Em 15 de março 2016 foi premiada com o Austrian Holocaust Memorial Award (Prêmio Austríaco em Memória do Holocausto) na Embaixada Austríaca em Buenos Aires. 
Desde 2009 Rosenberg representa a Argentina no Conselho Internacional da Associação de Serviços Alternativos no Estrangeiro. 